# Kostel Nejsvětější Trojice (Habrovany)
Římskokatolický filiální kostel Nejsvětější Trojice v Habrovanech patří do farnosti Královopolské Vážany. Je chráněn jako kulturní památka České republiky.
Kostel sám začal stavět okolo roku 1523 tehdejší majitel Habrovan, Jan Dubčanský ze Zdenína, který patrně sám coby utrakvista kázal v Habrovanech a okolních obcích. Kolem roku 1600 odkázala Kateřina Alžběta Zoubkovna ze Zdětína na Zdounkách habrovanské panství jezuitům.
Kostel byl v roce 1730 rozšířen a opatřen klenbou a v letech 1748 – 1749 byla postavena místo dřevěné zvonice řádná věž. V průběhu dalších let byl kostel postupně upravován. Byl vystavěn dřevěný kůr, pořízeny nové varhany, zvony a vazba. Kostel byl vybaven sochami. Podle návrhu stavitele Václava Petruzziho byla vystavěna řádná věž, do které přibyl další zvon, ulitý k poctě sv. Trojice. V přilehlé kostelní zdi jsou k vidění zazděné náhrobky ze zrušeného hřbitova, který se nacházel právě kolem kostela. V jeho blízkosti se také nachází památná lípa Márinka.